# アドレック
株式会社アドレック（Adrec Corporation. ）は、新潟県加茂市に本社を置くトルクレンチメーカー。2010年に株式会社渡邊製作所のトルクレンチ部門を独立させ、設立された。

## 製品
- トルクレンチ

## 沿革
- 2010年7月 - 株式会社渡邊製作所のトルクレンチ部門を独立
  - 無線式デジタルトルクレンチ【HTW-IIシリーズ】発売
- 2011年5月
  - 【HTW-IIシリーズ】 大トルク対応3機種発売
  - 【HTW-IIシリーズ】 「lbf・in」単位系対応品発売